# 董建中
董建中（1475年—1516年），字湯民，山東兗州東平州壽張縣人，軍籍，明朝政治人物。

## 生平
弘治十七年甲子科山東鄉試第二十九名舉人。弘治十八年（1505年）中式乙丑科會試第一百三十六名，三甲第一百二十七名進士。授行人，正德七年（1512年）五月选授河南道试監察御史，九年巡按直隶順天、保定等府。正德十一年卒，年四十二。

## 家族
曾祖董格；祖父董泉；父董聰，監生，官吴江主簿。母楊氏；繼母王氏。具庆下。